# Kampanerang Kuba
Kampanerang Kuba é uma telenovela filipina produzida e exibida pela ABS-CBN, cuja transmissão ocorreu em 2005.

## Elenco
- Anne Curtis — Fatima "Imang" De Vera/ Bernadette
- Jodi Sta Maria-Lacson / Desiree Del Valle — Veronica Saavedra/Agatha
- Patrick Garcia — Luke
- Luis Manzano — Pablo
- Christian Bautista — Lorenzo